# Fenwick Hall

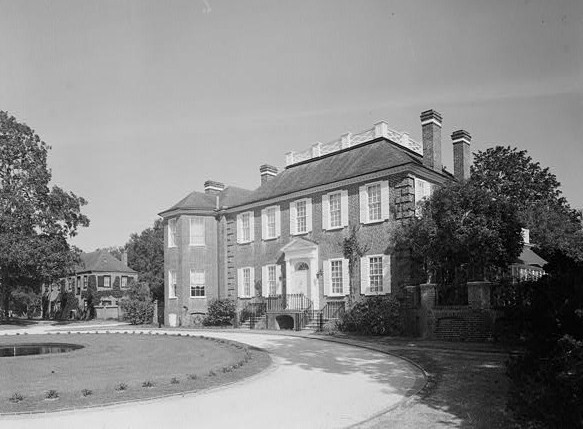
Fenwick Hall

Fenwick Hall oder auch Fenwick Castle ist ein um 1730 auf Johns Island am Stono River gegenüber von James Island und Charleston erbautes Haus zwischen River Road und Penneys Creek. Es wurde am 23. Februar 1972 dem National Register of Historic Places hinzugefügt.

## Geschichte
John Fenwick war ein Bruder von Robert Fenwick und entstammte einer Familie aus dem niedrigen Landadel in England. Er erwarb die Plantage am Stono River um 1721. Er baute 1730 den mittleren, rechteckigen Teil des Hauses.
Sein Sohn Edward Fenwick erbte die Plantage um 1750. Er baute die Remise westlich davon und einen Stall östlich des Hauses. Er importierte und züchtete Englische Vollblüter und erbaute eine rund fünf Kilometer lange Rennbahn unter dem heutigen Maybank Highway. In dieser Zeit wurde die Plantage John’s Island Stud genannt. Da Fenwick als Tory bekannt war, wurde das Anwesen im Amerikanischen Unabhängigkeitskrieg beschlagnahmt. Ein Teil davon wurde durch die Regierung 1785 restituiert.
1787 wurde die Plantage an Fenwicks Cousin John Gibbes verkauft. Etwa zu dieser Zeit wurde der achteckige Seitenflügel hinzugefügt. Daniel J. Townsend kaufte es 1840; es blieb bis 1876 im Eigentum seiner Familie.
Das Haus lag 1930 in Ruinen. Es wurde von Victor Morawetz und seiner Frau unter Mithilfe der Architekten Simons und Lapham aus Charleston renoviert. 1943 wurde es von Marjorie Morawetz verkauft. Ab Ende der 1970er Jahre versuchten die Eigentümer das Gebäude und das Plantagengelände im Gesamten zu verkaufen. Da dies nicht gelang, wurde der Grundbesitz in einzelne Parzellen zerlegt. 1980 erfolgte schließlich der Verkauf und im Gebäude wurde eine Privatklinik zur Betreuung von Alkohol- und Drogenabhängigen eingerichtet. Diese bestand bis 1995. Das Gebäude befindet sich heute im Privatbesitz und kann nicht besichtigt werden.

## Architektur
Das zweistöckige Backstein-Bauwerk im Georgianischen Stil steht auf einem erhöhten Fundament. Der ursprüngliche Teil des Hauses ist etwa 12 lang und 11 m breit. Auf dem Satteldach sitzt eine Dachterrasse mit Balustrade. Das Mauerwerk wurde im flämischen Verbund verlegt. Die Sprossenfenster mit neun Feldern an der Südseite sind zum Aufschieben, die Fensterläden wurden zwischenzeitlich erneuert.
Dieser rechteckige Gebäudeteil läuft über fünf Joche und hat einen hugenottischen Grundriss. Der Eingang an der Südfassade ermöglicht den Zutritt in ein Gesellschaftszimmer. Auf der anderen Seite liegt ein etwas kleinerer Salon. Die zentral angeordnete Halle führt zur Treppe an der Rückseite. Auf jeder Seite des Treppenhauses liegen die rückwärtigen Zimmer. Es gibt außerdem einen Eingang zu einem Salon in der nordwestlichen Ecke des oktogonalen Anbaus von 1787. Dieser misst 15,25 m in der Länge und 5,5 m in der Breite und umfasst zwei durch ein Treppenhaus getrennte Räume.

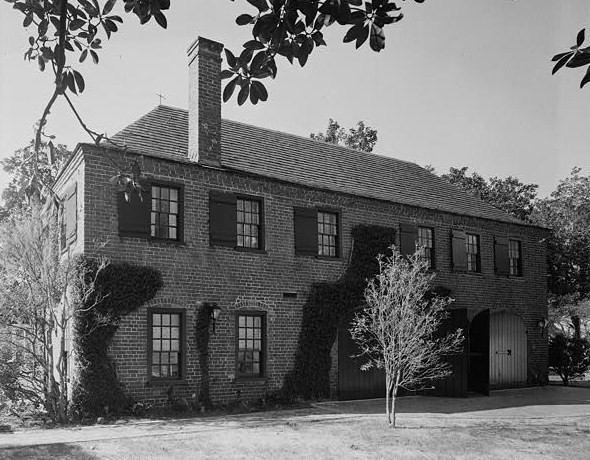
Blick auf die Remise

Das Gesellschaftszimmer ist verputzt und tapeziert. Die anderen Räume im Erdgeschoss sind holzvertäfelt. Im Obergeschoss befinden sich sieben Schlafräume, von denen die vier im ursprünglichen Gebäudeteil liegenden ebenfalls mit Holz vertäfelt sind.
Als das Gebäude 1931 renoviert wurde, fügte der Bauherr im Osten eine Veranda sowie einen kleinen zweistöckigen Flügel an der Westseite hinzu, der eine Küche, ein Schlafzimmer und ein Bad aufnahm. Ein einfacherer Eingang mit Gesims und zwei mit eingelassenen dorische Säulen, die einen 1787 hinzugefügten Portikus ersetzten.
Eine Aquarell-Ansicht von Fenwick Hall aus der Zeit vor der Renovierung befindet sich im Greenville County Museum of Art.
Die zweistöckige Remise im Westen des Haupthauses wurde in eine Garage umgewandelt. Der Stall im ähnlichen Stil existiert nicht mehr.